# Joseph Dergham
Joseph Dergham (arabe : جوزيف درغام), né le 22 avril 1930 à Ibrine (Batroun, Liban) et mort le 28 octobre 2015, est un prélat catholique libanais de l'Église maronite. Étroitement lié à la mise en œuvre des réformes du concile Vatican II au Liban, il exerce également la charge d'éparque maronite du Caire en Égypte de 1989 à 2005.

## Biographie

### Formation
Né le 22 avril 1930 au sein d'une famille sacerdotale, Joseph Dergham est ordonné prêtre le 22 avril 1959. À l'époque, la formation des prêtres étant décentralisée, il est envoyé à Paris par le patriarche Paul Méouchi afin d'y poursuivre ses études. Il obtient une licence en littérature française, puis un doctorat grâce à sa thèse sur Paul Claudel en 1963.

### Un prêtre réformateur
De retour au Liban, il est nommé directeur des études au séminaire patriarcal de Mar Abda, puis, en 1965, au séminaire patriarcal maronite de Ghazir. En juillet 1971, il devient recteur du séminaire, parallèlement à ses fonctions de directeur, de professeur de français et de sport et de maître des séminaristes.
Dans le même temps, il s'engage avec plusieurs évêques au sein de « L'Amicale du clergé », du mouvement « Église pour notre temps » et du « Rassemblement des prêtres du Christ-Roi », pour mettre en place les réformes décidées lors du concile Vatican II. 
Les initiatives qu'il prend au séminaire patriarcal maronite de Ghazir rencontrent divers obstacles administratifs et matériels, au point qu'il est contraint de fermer le séminaire le 12 décembre 1972. Les séminaristes organisent alors un sit-in à Bkerké afin d'exiger la réouverture du séminaire et la mise en œuvre des réformes. Après un immense mouvement de protestation, le père Dergham mène une réforme ecclésiale importante qui ne prend fin que plusieurs années plus tard. Mais ses supérieurs répliquent en le relevant de ses fonctions, tout en le renvoyant dans son diocèse d'origine.
Toutefois, le 3 février 1975, Mgr Antoine Khoraiche est élu patriarche afin de succéder au défunt patriarche Méouchi. Il se fixe comme priorité la formation des prêtres et place les pères Youssef Béchara et Joseph Dergham à la tête du séminaire patriarcal maronite, unifié après la fermeture des autres séminaires diocésains et patriarcaux.

### Épiscopat
En juillet 1989, il est élu évêque de l'éparchie maronite du Caire. Il est alors consacré le 16 septembre suivant par le patriarche Nasrallah Boutros Sfeir, assisté de Mgrs Joseph Merhi et Georges Abi-Saber (de). Il consacre une bonne partie de son épiscopat à la consolidation de l'unité des fidèles et au renforcement des liens entre les Églises libanaise et cairote. 
Le 18 septembre 2005, le pape Benoît XVI accepte sa démission, remise pour limite d'âge. Mgr Dergham rentre alors au Liban pour servir en tant qu'accompagnateur spirituel au séminaire de Ghazir.
En octobre 2015, il reste alité à la suite d'une opération chirurgicale. Durant ses derniers jours, il compare le livre de Job au mystère du Salut accompli par le Christ sur la Croix. Il répète également la prière du saint Curé d'Ars : « je vous aime mon Dieu ! Toutes les fois que je sens ma fin approcher, je vous supplie d'augmenter mon amour et de le rendre parfait » et meurt finalement le 28 octobre 2015. Ses obsèques sont alors célébrées le 30 octobre suivant en l'église Saint-Charbel d'Ibrine, par le patriarche Bechara Boutros Rahi.